# 교도소로 가다
교도소로 가다(영어: Up the River)는 1930년 미국에서 개봉한 코미디 영화이다. 존 포드가 감독을 맡았으며, 스펜서 트레이시, 클레어 루스, 워렌 하이머, 험프리 보가트 등이 출연했다. 탈옥수에 관한 이야기이며, 스펜서와 험프리의 첫 장편 영화 데뷔작이다. 폭스가 1938년 리메이크를 하였다.

## 스토리
죄수인 세인트 루이스 (스펜서 트레이시)와 댄모라 댄 (워렌 하이머)와 같은 방에서 수감하던 주디 (클레어 루스)와 사랑에 빠진 스티브 (험프리 보가트)와 친구가 된다. 스티브는 가석방이 되어서, 주디가 5달 후에 석방될 때까지 기다려주기로 약속을 했다. 그는 뉴잉글랜드에 위치한 그의 엄마의 집으로 돌아간다.
하지만, 그는 주디가 고용했던 사기꾼인 프로스비 (게일로드 펜들턴)에게 뒤를 밟히고 있었다. 프로스비는 만약 스티브가 이웃들을 속이고 횡령하기 위한 계획을 따르기 거부하면, 스티브의 전과를 폭로하겠다고 위협하고, 스티브는 프로스비가 자신의 어머니를 속일 때까지 계획을 따랐다. 같은 시간, 루이스와 댄은 탈옥에 성공하고, 스티브의 도움을 받아, 사기꾼에게 사용하려던 총을 없애고, 대신 프로스비가 횡령한 돈을 다시 훔친다. 그들은 라이벌 교도소와 매년 열리는 야구경기에 참가하기 위해 감옥으로 재수감된다.

## 출연
- 스펜서 트레이시 - 세인트 루이스 역
- 클레어 루스 - 주디 필즈 역
- 워렌 하이머 - 댄모라 댄 역
- 험프리 보가트 - 스티브 조던 역
- 게일로드 펜들턴 - 프로스비 역
- 윌리엄 콜리어 - 팝 역
- 조앤 로스 - 진 역

## 제작
트레이시는 이미 같은 해에 워너 브라더스에서 두 편의 단편 영화를 찍었고, 보가트는 무성 영화에 엑스트라로 두 편 출연했다. 교도소로 가다는 트레이시와 보거트가 함께 출연한 유일한 영화이다. 이후 1955년, 두 명 다 필사의 도망자에 캐스팅 되지만, 조율이 잘 되지 않아 트레이시가 원래 맡으려던 역할이 프레드릭 마치에게로 넘어갔다. 또한 보가트가 유일하게 존 포드 감독과 만든 영화이다. 이후 1958년, 존 포드가 마지막 함성이란 영화로 다시 트레이시와 영화 작업을 같이 하게 되었다.

## 참고 문헌
- New England Vintage Film Society, Inc. (2008). Spencer Tracy: The Pre-Code Legacy of a Hollywood Legend. 뉴튼, MA: New England Vintage Film Society. ISBN 978-1-4363-4138-7.